# Monumento natural Lago mineral Abano
El monumento natural lago mineral Abano (en georgiano: აბანოს მინერალური ვოკლუზი) es un pequeño lago localizado en el municipio de Kazbegi en el valle de Truso al margen del Río Térek, a 2.127 m sobre el nivel del mar.

## Descripción
El lago mineral Abano fue creado por una corriente subterránea llena de dióxido de carbono que fluye hacia la superficie a través de rocas carbonatadas del período jurásico tardío. "Hierve" ruidosamente con burbujas de dióxido de carbono estallando. La salida de la corriente es de 2,5 millones de litros cada 24 horas. Su superficie total es de 0,04 ha. El agua pertenece al tipo hidrocarbonato-sulfato-calcio. Debido a la presión del gas, el agua se eleva a una altura de 10-15 cm. La superficie del lago tiene un color púrpura, visible desde el otro lado del río Térek. La emisión de gas en un clima sin viento provoca la acumulación de dióxido de carbono en las capas inferiores del aire. Los animales pequeños se asfixian cuando se acercan al lago, por eso es común encontrar animales muertos  como ratones, lagartijas, ranas y algunos pájaros.
Los asentamientos más cercanos son los pueblos de Ketrisi y Abano, y está relativamente alejada del pueblo de Kobi. El lago mineral Abano es considerado un monumento natural y está incluido en el "Libro Rojo" de Georgia.
Es parte de las áreas protegidas de Kazbegi conformadas con el parque nacional de Kazbegi y cinco monumentos naturales:

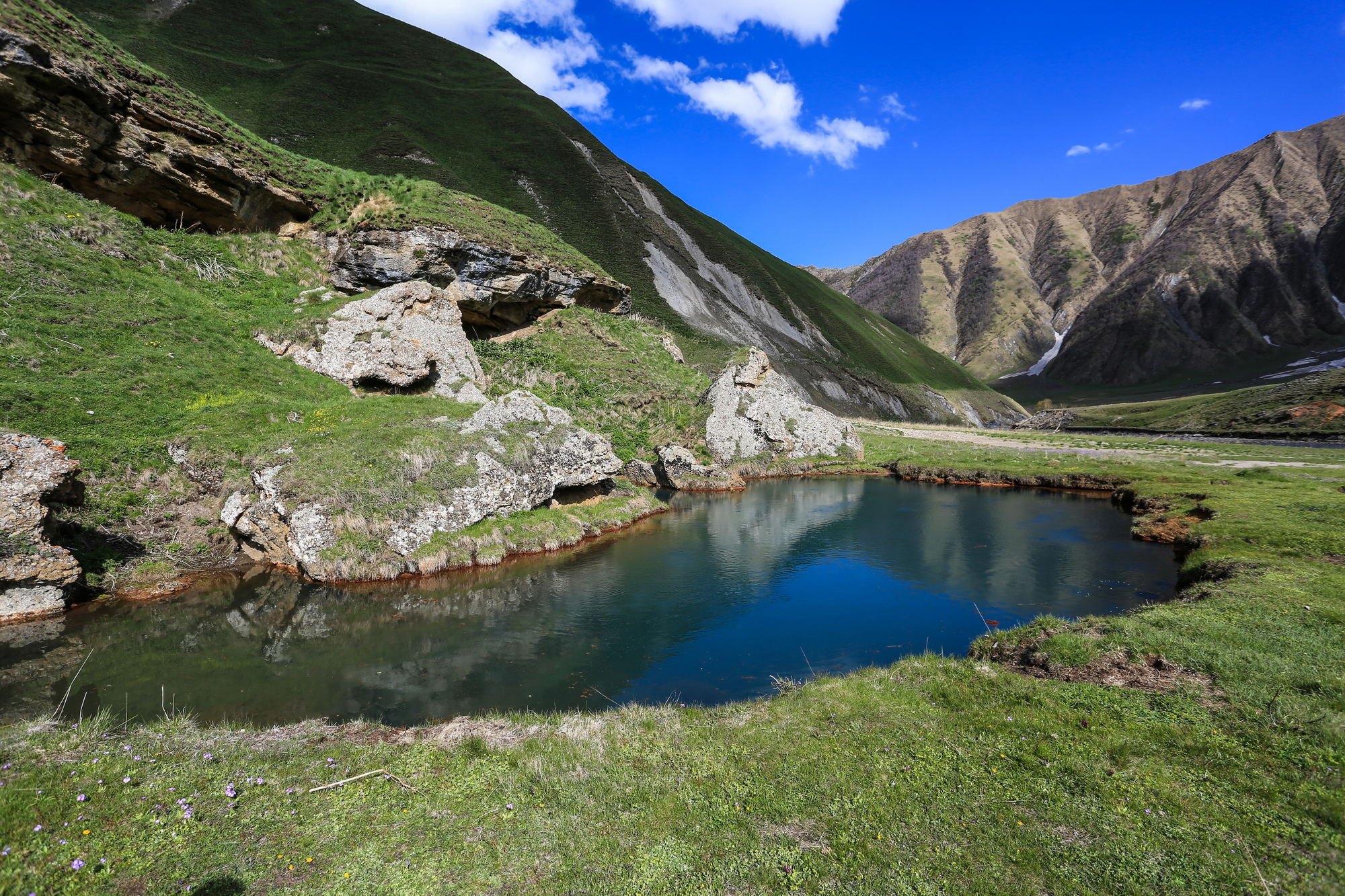
Lago Mineral Abano.

- Acantilado Sakhizari ,
- Lago Mineral Abano,
- Travertino de Truso ,
- Travertino del paso de Jvari ,
- Keterisi Mineral Vaucluse.